# بوب هيوز
بوب هيوز (بالإنجليزية: Bob Hughes)‏ هو منافس ألعاب قوى بريطاني، ولد في 27 أكتوبر 1947.

## وصلات خارجية
- بوب هيوز على موقع أوليمبيديا (الإنجليزية)